# Кистен
Кистен (фр. Custines) насеље је и општина у североисточној Француској у региону Лорена, у департману Мерт и Мозел која припада префектури Нанси.
По подацима из 2011. године у општини је живело 2906 становника, а густина насељености је износила 247,11 становника/km². Општина се простире на површини од 11,76 km². Налази се на средњој надморској висини од 195 метара (максималној 395 m, а минималној 182 m).

## Демографија
| 1962. | 1968. | 1975. | 1982. | 1990. | 1999. | 2011. |
| ----- | ----- | ----- | ----- | ----- | ----- | ----- |
| 2.639 | 3.046 | 2.900 | 2.841 | 2.813 | 2.991 | 2.906 |

График промене броја становника у току последњих година

## Партнерски градови
- Бебинген ан дер Ремс